# Pardosa torrentum
Pardosa torrentum är en spindelart som beskrevs av Simon 1876. Pardosa torrentum ingår i släktet Pardosa och familjen vargspindlar. Utöver nominatformen finns också underarten P. t. integra.